# Tabula Rasa (Lost)
Tabula Rasa (titulado Tabla rasa en España y Borrón y cuenta nueva en Latinoamérica) es el tercer capítulo de la primera temporada de la serie Lost. En un intento de salvar la vida del Marshal, Jack descubre un impactante secreto acerca de Kate, mientras que la vida del Marshal pende de un hilo. Michael le advierte a Walt que se aleje de Locke, que cree que es «Especial».

## Trama
El grupo regresa al campamento base pero, instados por Sayid, acuerdan entre ellos no hablarle al resto de los supervivientes sobre el extraño mensaje de radio en francés. Jack y Hurley descubren que la prisionera es Kate, pero deciden ocultarlo a los demás y a la propia Kate. Finalmente el Marshall muere cuando su situación es crítica y Sawyer decide dispararle para acabar con su sufrimiento. Jack le dice a Kate que no necesita saber su secreto, que todos en la isla han vuelto a renacer y es lo que importa.
A Michael no le gusta la amistad de su hijo con Locke. Aun así, Locke construye un silbato con el cual atraer a Vincent, el perro de Walt, pero hace que el niño piense que ha sido su padre el que lo ha recuperado.